# جانداران دستکاری‌شده ژنتیکی

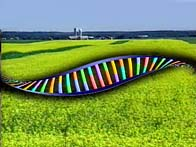
خلق اثر برای ارائه محصولات تراریخته.

جانداران دستکاری‌شده ژنتیکی یا جانداران مهندسی‌شده ژنتیکی، (به انگلیسی: Genetically modified organism) جاندارانی هستند که ساختار ژنتیکی‌شان به وسیله روش‌های مهندسی ژنتیک تغییر پیدا کرده‌است.
GMOها برای تولید بسیاری از داروها و غذاهای اصلاح‌شده ژنتیکی و به‌طور گسترده در تحقیقات علمی و تولید محصولات دیگر استفاده می‌شوند. اصطلاح GMO به اصطلاح «ارگانیسم‌های اصلاح‌شده زنده» که در پروتکل ایمنی زیستی کارتاهنا تعریف شده‌است بسیار نزدیک است. ارگانیسم‌های اصلاح‌شده زنده به هر جاندار زنده‌ای که با استفاده از زیست فناوری پیشرفته ترکیب جدیدی از مواد ژنتیکی را به دست آورده‌است، گفته می‌شود.
یک «جاندار تراریخته» نیز GMO به شمار می‌رود. در یک جاندار تراریخته، ساختار ژنتیکی به وسیلهٔ افزودن ماده ژنتیکی از یک جاندار نامرتبط تغییر یافته‌است. این نباید با روش بسیار کلی که در آن GMO برای طبقه‌بندی ارگانیسم‌های تغییریافته ژنتیکی استفاده می‌شوند اشتباه گرفته شود، چرا که GMOها به صورت متداول ارگانیسم‌های هستند که ساختار ژنتیکی‌شان بدون افزودن مواد از یک ارگانیسم نامرتبط تغییر یافته‌است.
نخستین موش اصلاح‌شده ژنتیکی در سال ۱۹۷۴ و نخستین گیاه اصلاح‌شده ژنتیکی در سال ۱۹۸۳ تولید شدند.

## تولید
اصلاح ژنتیکی شامل جهش، درج یا حذف ژن است. ژن‌های درج‌شده معمولاً از گونه‌های متفاوت و به شکل افقی انتقال می‌یابند. در طبیعت این پدیده زمانی رخ می‌دهد که DNAی اگزوژنوس به هر دلیلی به غشای سلولی نفوذ کند. این فرایند می‌تواند به شکل مصنوعی و از راه‌های زیر انجام شود:
- متصل کردن ژن‌ها به یک ویروس
- درج DNAی خارجی درون هسته‌های میزبان با استفاده از یک سرنگ کوچک
- کاربرد الکتروپوریشن که با استفاده از جریان الکتریکی، DNA را از یک ارگانیسم به سلول دیگر وارد می‌کند.
- شلیک ذرات کوچک با استفاده از یک تفنگ ژنی[۲][۳][۴])

روش‌های طبیعی بهره‌برداری از روش‌های انتقال ژن نیز شامل توانایی آگروباکتریوم برای انتقال ژن به گیاهان یا توانایی لنتی ویروس ها(lentiviruses) برای انتقال به سلول‌های حیوانی است.

## کاربردها
GMOها در تحقیقات پزشکی و زیستی، تولید داروها، پزشکی تجربی (برای مثال ژن درمانی و واکسن‌ها علیه ویروس ابولا) و کشاورزی (برنج طلایی، مقاومت در برابر علف کش‌ها) استفاده می‌شوند. اصطلاح «ارگانیسم تغییریافته ژنتیکی می‌تواند شامل مفهوم درج هدفمند ژن از یک گونه به دیگر باشد». برای مثال، یک ژن از عروس دریایی که کدکننده GFP یا همان پروتئین فلورسنت سبز است می‌تواند متصل شده و به صورت همزمان با ژن‌های پستانداران در سلول‌های آن‌ها بیان شود. دانشمندان از این ژن برای شناسایی مکان پروتئین کدشده به وسیلهٔ ژن متصل شده به GFP استفاده می‌کنند.
برخی روش‌ها، ابزارهای سودمندی برای زیست‌شناسان در زمینه‌های تحقیقاتی متعدد از جمله مطالعه مکانیزم‌های بیماری‌های انسانی و دیگر بیماری‌ها یا فرآیندهای زیستی پایه‌ای در سلول‌های یوکاریوت و پروکاریوت هستند.

## میکروب‌ها
باکتری‌ها نخستین موجوداتی هستند که به دلیل این که به راحتی می‌توان تغییر ژنتیکی در آن‌ها ایجاد کرد، تحت اصلاحات ژنتیکی قرار گرفته‌اند.
باکتری‌ها همچنین ارگانیسم‌های مدل مهمی برای آزمایش‌های مهندسی ژنتیک هستند و در زمینه زیست‌شناسی مصنوعی به منظور آزمایش روش‌های مصنوعی مختلف از سنتز ژنوم تا ایجاد نوکلئوتیدهای جدید استفاده می‌شوند.
این ارگانیسم‌ها همچنین برای اهداف متعددی از جمله تولید مقادیر بالایی از پروتئین‌های خالص برای اهداف پزشکی استفاده می‌شوند.
باکتری‌های تغییریافته ژنتیکی برای تولید پروتئین انسولین به منظور درمان دیابت‌ها استفاده می‌شوند. باکتری‌های مشابه نیز برای تولید سوخت‌های زیستی، فاکتورهای انعقادی برای درمان هموفیلی و هورمون رشد انسانی برای درمان اشکال متنوع کوتولگی استفاده می‌گردند.
علاوه بر این میکروارگانیسم‌های مهندسی‌شده ژنتیکی مختلفی به‌طور معمول به عنوان منابع آنزیمی برای تولید انواعی از غذاهای فرآوری شده‌استفاده می‌شوند. این منابع آنزیمی شامل آلفا-آمیلاز که نشاسته را به قند ساده تبدیل می‌کند، کیموزین از باکتری‌ها و قارچ‌ها (که پروتئین شیر را برای ساخت پنیر منعقد می‌کند) و پکتین استراز از قارچ (که شفافیت آبمیوه را بهبود می‌دهد) می‌باشد.

## گیاهان

### گیاهان تراریخته و فروریخته
گیاهان در تحقیقات علمی به منظور ایجاد رنگ‌های جدید در گیاهان و ایجاد محصولات مختلف مهندسی می‌شوند. در اصطلاح دانش ژنتیک، به این گیاهان تراریخته و فروریخته گفته می‌شود. گیاهانی که دارای ژن‌های بیشتری نسبت به گیاه معمولی باشند را تراریخته و گیاهانی که ژن‌هایی از آنان کم شده باشند را فروریخته می‌نامند.
در تحقیقات علمی، گیاهان برای کشف عملکرد ژن‌های خاص مهندسی می‌شوند. یکی از این روش‌ها، سرکوب ژن موردنظر و مشاهده فنوتیپی است که بر اثر آن ایجاد می‌شود. روش دوم اتصال ژن به یک پروموتور قوی و مشاهدهٔ اثر آن است.

### محصولات گیاهی تغییریافته ژنتیکی
محصولات گیاهی تغییریافته ژنتیکی، (تراریخته) گیاهان به‌کاررفته در کشاورزی هستند که DNA ی آن‌ها به وسیلهٔ تکنیک‌های مهندسی ژنتیک تغییر یافته‌است. در اکثر موارد هدف افزودن یک خصوصیت جدید به گیاهانی است که به صورت طبیعی آن را ندارند. از جمله این خصوصیات می‌توان به مقاومت به حشرات خاص، بیماری‌ها یا شرایط محیطی، کاهش فساد گیاه، افزایش مقاومت به درمان‌های شیمیایی (برای مثال مقاومت به علف کش‌ها) یا بهبود دادن پروفایل‌های غذایی محصولات اشاره کرد. مثال‌های از محصولات غیرغذایی نیز شامل تولید عناصر دارویی، سوخت‌های زیستی و دیگر محصولات مفید صنعتی است.

### حفاظت در گیاهان
موجودات اصلاح شده ژنتیکی با هدف حفظ گونه‌های گیاهی در معرض خطر انقراض ارائه شده‌اند.
قبل از اینکه تکنیک اصلاح ژنتیکی گیاهان برای حفاظت از گیاهان به شکل گسترده‌ای استفاده شود نیازمند آزمایش‌ها درون آزمایشگاهی متعددی است.

### پستانداران
پستانداران اصلاح شده ژنتیکی طبقه مهمی از موجودات مهندسی‌شده ژنتیکی هستند.
در حال حاضر جانوران تغییریافته ژنتیکی توسعه یافته می‌توانند در در داخل شش گروه گسترده مختلف بر اساس هدف‌های موردنظر اصلاح ژنتیکی قرار بگیرند:
1. تحقیق در رابطه با بیماری‌های انسانی (برای مثال توسعه مدل‌های حیوانی برای این بیماری‌ها)
2. تولید محصولات صنعتی یا مصرفی (مانند فیبرها برای کاربردهای متعدد)
3. تولید محصولات دلخواه برای استفاده درمانی انسان (محصولات دارویی یا بافت برای کاشت)
4. غنی‌سازی یا بهبود تعاملات حیوانات با انسان‌ها (حیوانات خانگی با آلرژی‌زای بالا)
5. بهبود تولید یا ویژگی‌های کیفیت غذایی (مانند ماهی با رشد سریع تر)

۶-بهبود سلامت حیوانات (مقاومت در برابر بیماری‌ها)

## کاربرد تحقیقاتی
جانوران تراریخته به عنوان حیوانات مدل آزمایشگاهی برای سنجش در تحقیقات زیست‌پزشکی استفاده می‌شوند. این حیوانات برای کشف و توسعه درمان‌های بیماری‌های متعددی حیاتی هستند.